# Кишинеу-Криш
Кишинеу-Криш (рум. Chişineu-Criş; венг. Kisjenő) — город на западе Румынии, в жудеце Арад.

## География
Расположен в 43 км к северу от города Арад и в 13 км от границы с Венгрией, на обоих берегах реки Кришул-Алб. Высота над уровнем моря — около 92 м. Расстояние от города до Бухареста составляет около 425 км.

## Население
По данным переписи 2011 года население города составляет 7577 человек. Национальный состав представлен румынами (73,5 %), венграми (19,32 %), цыганами (6,29 %), немцами (0,46 %), словаками (0,31 %) и другими народами. По данным прошлой переписи 2002 года население насчитывало 8343 человека. 72,00 % населения тогда представляли румыны; 24,04 % — венгры; 3,12 % — цыгане. 75,29 % населения на тот период считали родным румынский язык и 24,06 % — венгерский язык.
Для сравнения, по данным на 1910 год население города составляло 2821 человек, из них 48,8 % говорили по-венгерски, 48 % — по-румынски и 1,7 % — по-немецки.
Динамика численности населения:
| 1910 | 1977 | 1992 | 2002 | 2011 |
| ---- | ---- | ---- | ---- | ---- |
| 2821 | 8913 | 9021 | 8343 | 7577 |

## Известные уроженцы
- Гастон-Марин, Георге (1918—2010) — румынский политический, государственный и общественный деятель.
- Самариан, Серджиу (1923—1991) — румынский шахматист и шахматный тренер, международный мастер ИКЧФ.